# José Armando Álvarez Cano

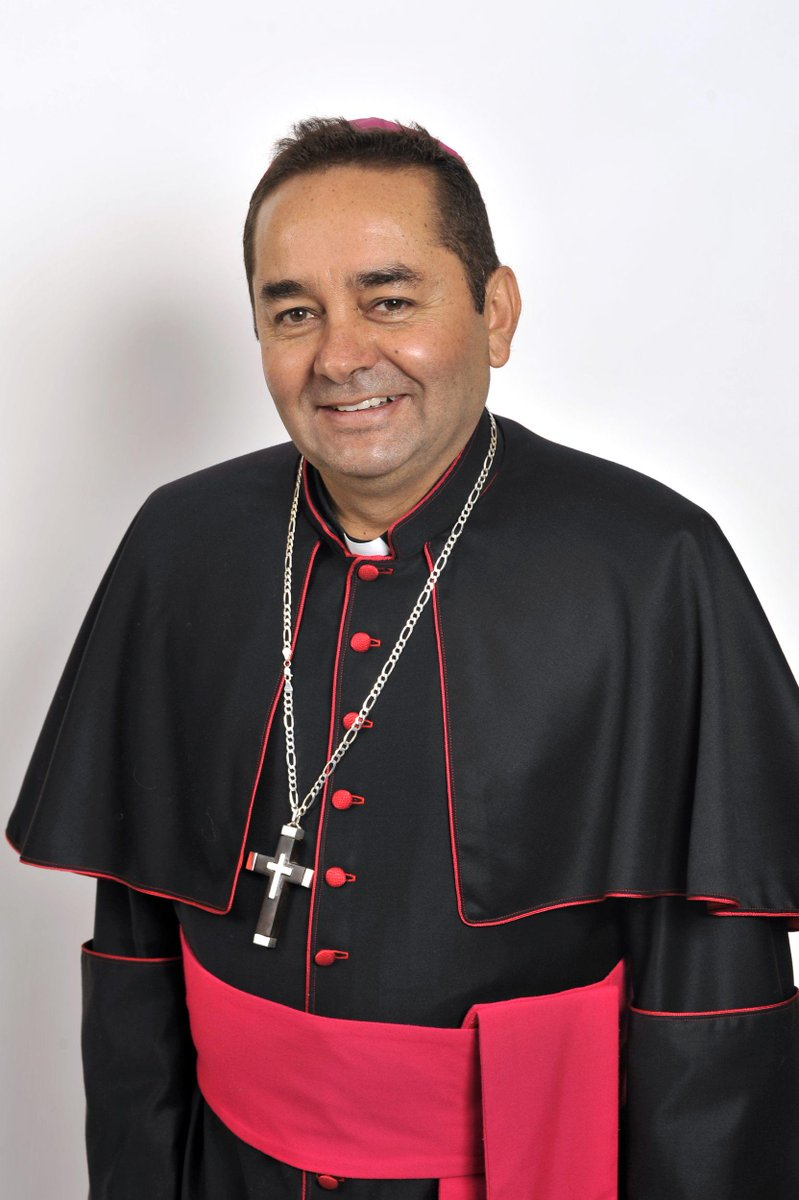
José Armando Álvarez Cano, 2019

José Armando Álvarez Cano (* 30. Januar 1960 in Jiquilpan, Michoacán) ist ein mexikanischer römisch-katholischer Geistlicher und Koadjutorerzbischof von Morelia.

## Leben
José Armando Álvarez Cano empfing am 8. Februar 1986 die Priesterweihe.
Papst Benedikt XVI. ernannte ihn am 3. November 2011 zum Prälaten von Huautla. Die Bischofsweihe spendete ihm der Apostolische Nuntius in Mexiko, Erzbischof Christophe Pierre, am 30. Januar des folgenden Jahres; Mitkonsekratoren waren Alberto Kardinal Suárez Inda, Erzbischof von Morelia, und José Luis Chávez Botello, Erzbischof von Antequera, Oaxaca.
Am 11. Mai 2019 ernannte ihn Papst Franziskus zum Bischof von Tampico. Die Amtseinführung fand am 5. Juli desselben Jahres statt.
Am 25. Januar 2025 ernannte ihn Papst Franziskus zum Koadjutorerzbischof von Morelia. Die Amtseinführung fand am 17. März desselben Jahres statt.